# نولی
نولی (به ایتالیایی: Noli) یک کومونه در ایتالیا است که در استان ساونا واقع شده‌است.

## خصوصیات
نولی ۹٫۶۲ کیلومترمربع مساحت و ۲٬۸۶۱ نفر جمعیت دارد و ۲ متر بالاتر از سطح دریا واقع شده‌است.

## خواهرخوانده
شهر Langenargen خواهرخواندهٔ نولی هست.